# Грамцов
Грамцов (њем. Gramzow) општина је у њемачкој савезној држави Бранденбург. Једно је од 34 општинска средишта округа Укермарк. Према процјени из 2010. у општини је живјело 2.057 становника. Посједује регионалну шифру (AGS) 12073225.

## Географски и демографски подаци
Грамцов се налази у савезној држави Бранденбург у округу Укермарк. Општина се налази на надморској висини од 65 метара. Површина општине износи 66,1 km². У самом мјесту је, према процјени из 2010. године, живјело 2.057 становника. Просјечна густина становништва износи 31 становника/km².

## Међународна сарадња
| Мјесто  | Држава     | Врста сарадње | Од    |
| ------- | ---------- | ------------- | ----- |
|         | Русија     | партнерство   | 1997. |
| Свидвин | Пољска     | партнерство   | 1990. |
|         | Швајцарска | пријатељство  | 2000. |
| Извор   |            |               |       |